# Inel ocular

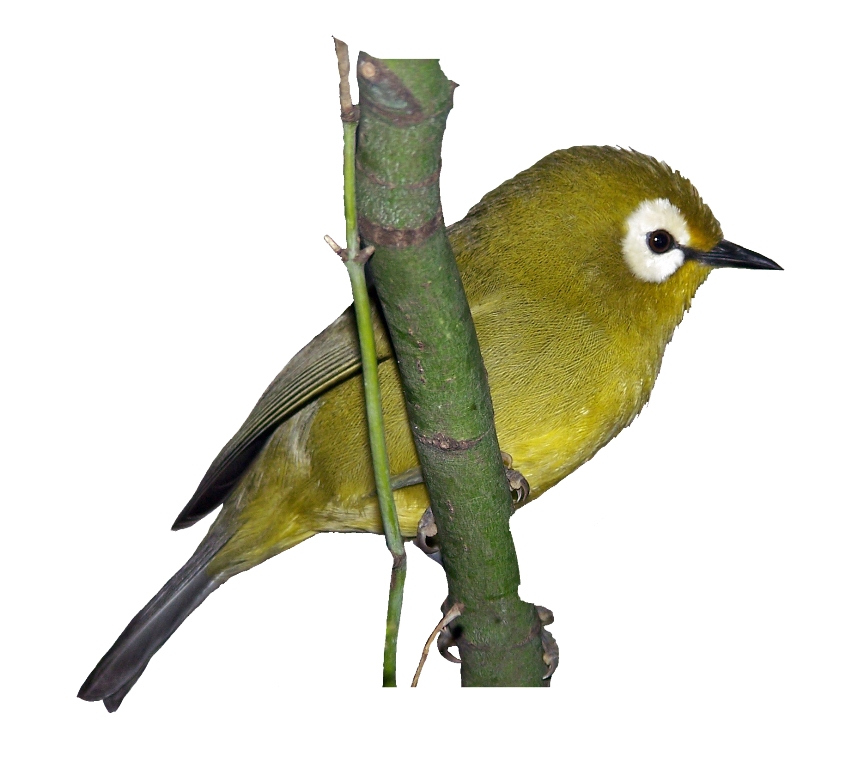
Inelul ocular alb la pasărea cu ochelari (Zosterops poliogastrus)

Inelul ocular sau cercul ocular (en: eye-ring, fr. cercle oculaire) al păsărilor este un inel de pene minuscule care înconjoară ochiul. Inelul ocular înconjoară inelul orbital (inelul orbital este un inel de piele golașă care înconjoară direct ochiul păsării). Inelul ocular are adesea un colorit decorativ, iar culoarea sa poate contrasta cu penajul învecinat. Inelul ocular de pene este uneori incomplet, formând un arc ocular. În absența unui inel ocular clar vizibil, inelul orbital al păsării este adesea numit inelul ocular. Inelul ocular este un semn util în recunoașterea în teren a mai multor specii de păsări și este  uneori foarte vizibil, de exemplu, la păsările cu ochelari (Zosterops), la unele silvii (Sylvia) mediteraneene și la masculul mierlei (Turdus merula), iar unele păsări sunt numite păsări cu ochi inelați, de ex. tiranul platirostr cu ochi inelați (Rhynchocyclus brevirostris), tiranul todi cu ochi inelați (Hemitriccus orbitatus) și canasterul cu ochi inelați (Asthenes palpebralis).